# Lobsang Nyima Pal Sangpo
Lobsang Nyima Pal Sangpo (né en 1929 à Tsharong Changmar dans le Kham et mort le 14 septembre 2008 en Inde), aussi appelé Lobsang Nyima Rinpoché est le 100e Ganden Tripa (1994/95 à 2002/03) et, partant, l'abbé du monastère de Ganden, directeur spirituel de la tradition gelugpa du bouddhisme tibétain.

## Biographie
Lobsang Nyima Pal Sangpo est né le jour d'une éclipse lunaire en 1929. À 12 ans, il est ordonné moine au monastère de Dagyul Wogthang Gon, dans sa région natale. À 17 ans, en 1945, il se rend dans le centre du Tibet et rejoint le monastère de Drepung Loseling où il étudie jusqu'en 1959, date de son exil en Inde en passant par le Bhoutan. Il poursuit sa formation monastique en Inde à Buxaduar où en lien avec des difficultés d'acclimatation, d'hygiène et de malnutrition, il contracte une tuberculose pulmonaire. Avec d'autres patients, il est alors envoyé dans un hôpital chrétien dans le sud de l'Inde (Christian Medical College & Hospital (en)). Il y fit un séjour de 2 ans, durant lesquels il apprit également l'anglais. Après son traitement, il revient à Buxaduar où il est sélectionné pour aller étudier à Sampurnanand Sanskrit University où il obtient son diplôme d'Acharya,.
En 1971, il se présente aux examens de Geshé lha rams pa à Dharamsala où il est reçu premier après douze jours de débats. Après un pèlerinage dans les différents monastères reconstitués en Inde, il rejoint Gyudmed Datsang où il assure les fonctions de rGyud tika skyor dpon (récitant de Guhyasamāja), dge bskos (maître de discipline), vice-abbé puis abbé. 

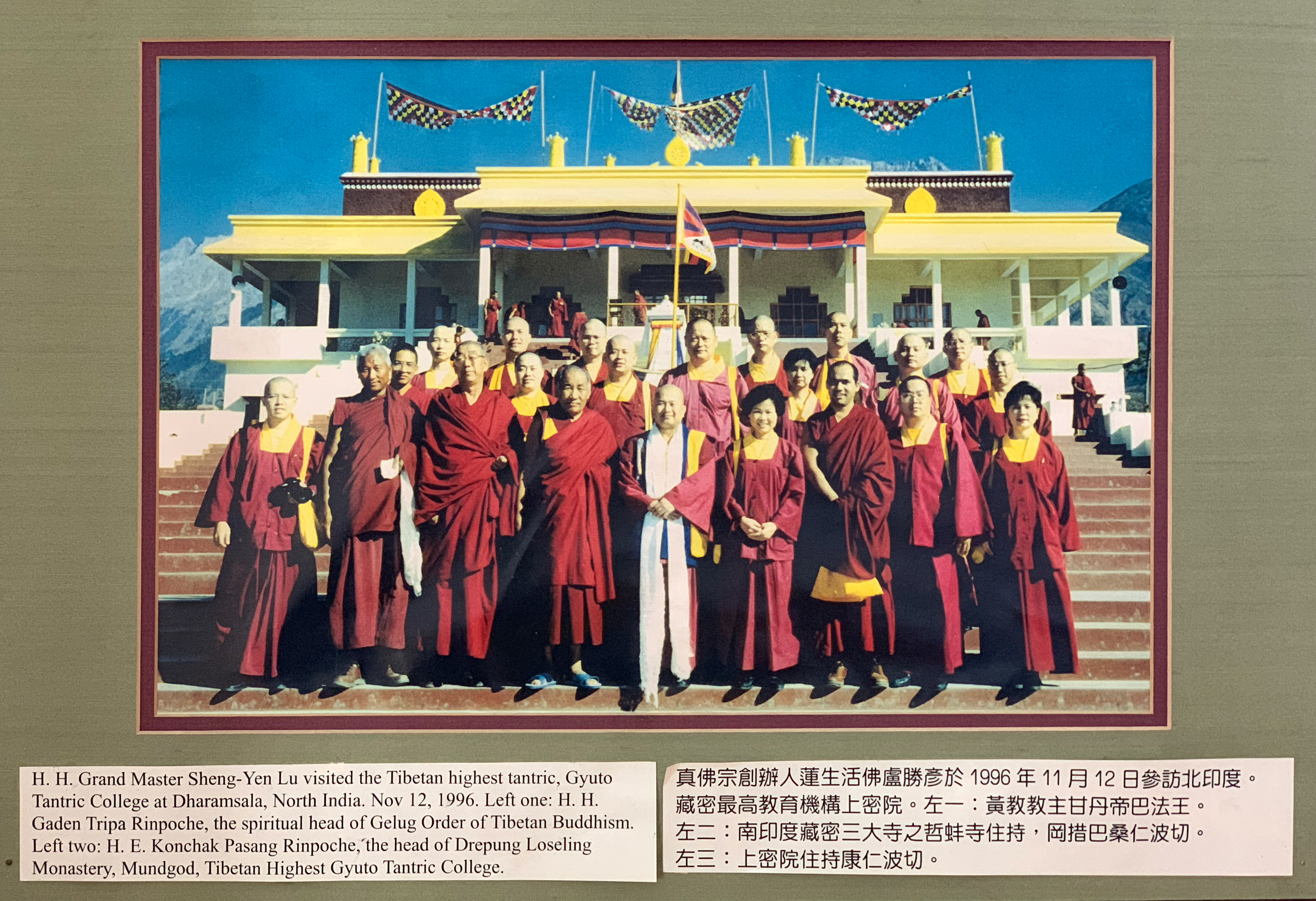
Le dignitaire bouddhiste Sheng-Yen Lu avec le 100e ganden tripa, au monastère de Gyuto à Dharamsala, le 12 novembre 1996

En 1976, Lobsang Nyima est nommé abbé du monastère de Namgyal Dratsang à Dharamsala. En 1984, il devint supérieur du collège de Jangtsé (Jangtsé Chöje (Byang-rtse chos-rje)), et en 1987, il demande à être déchargé de la direction de Namgyal Datsang et pour aller enseigner à Drepung dans le sud de l'Inde. En 1994, il devint le 100e Détenteur du Trône abbatial de Ganden Ganden Tripa (dGa' ldan khri pa). En 2001, il remet sa démission au Dalaï Lama, et est nommé Khri zur, selon la coutume.
Il a reçu un doctorat honorifique de l'Université centrale des études tibétaines à Bénarès.
Selon la tradition d'alternance entre les deux collèges tantriques, Loungri Namgyél Rinpoché, le plus ancien des précédents abbés de Gyutö qui résidait en France lui succède.

### Décès et état de thukdam
Lobsang Nyima Pal Sangpo est décédé à Mundgod en Inde le 14 septembre 2008, après une brève maladie. Il avait 79 ans. Il reste alors 18 jours en état méditatif de thukdam, qui fut étudié par le Dr. Tenzin Namdul du Men Tsee Khang et le Dr. Yangzom Dolkar de l'hôpital Delek, dans le cadre d'une étude en collaboration avec le laboratoire du Dr. Richard Davidson à l'Université du Wisconsin à Madison, sur les conseils du Dalaï Lama. Les médecins évaluèrent les effets du Thukdam en mesurant l'EEG, l'ECG et la température corporelle lors de cet état.